# Sportler des Jahres 2018 (Deutschland)
Die Sportler des Jahres 2018 in Deutschland wurden am 16. Dezember im Kurhaus von Baden-Baden ausgezeichnet. Veranstaltet wird die Wahl zum 72. Mal von der Internationalen Sport-Korrespondenz (ISK).

## Männer
| Platz | Sportler          | Sportart              | Punkte | Erfolge 2018                                                |
| ----- | ----------------- | --------------------- | ------ | ----------------------------------------------------------- |
| 1.    | Patrick Lange     | Triathlon             | 1529   | Sieger Ironman Hawaii                                       |
| 2.    | Eric Frenzel      | Nordische Kombination | 1139   | Zweifacher Olympiasieger in der Nordischen Kombination 2018 |
| 3.    | Arthur Abele      | Leichtathletik        | 1021   | Zehnkampf-Europameister 2018                                |
| 4.    | Andreas Wellinger | Skispringen           | 995    | Olympiasieger auf der Normalschanze 2018                    |
| 5.    | Thomas Dreßen     | Ski Alpin             | 581    | Sieger beim Hahnenkammrennen 2018                           |
| 6.    | Timo Boll         | Tischtennis           | 488    | Tischtennis-Europameister 2018                              |
| 7.    | Johannes Rydzek   | Nordische Kombination | 474    | Zweifacher Olympiasieger in der Nordischen Kombination 2018 |
| 8.    | Frank Stäbler     | Ringen                | 463    | Weltmeister im Ringen 2018                                  |
| 9.    | Thomas Röhler     | Leichtathletik        | 349    | Speerwurf-Europameister 2018                                |
| 10.   | Alexander Zverev  | Tennis                | 345    | Sieger des ATP Finals 2018                                  |

## Frauen
| Platz | Sportlerin            | Sportart       | Punkte | Erfolge 2018 |
| ----- | --------------------- | -------------- | ------ | --- |
| 1.    | Angelique Kerber      | Tennis         | 1732   | Siegerin der Wimbledon Championships 2018                                                                            |
| 2.    | Kristina Vogel        | Bahnradsport   | 1704   | Gewinnerin UCI-Bahn-Weltmeisterschaften 2018 im Sprint                                                               |
| 3.    | Laura Dahlmeier       | Biathlon       | 1378   | Zweifache Biathlon-Olympiasiegerin 2018                                                                              |
| 4.    | Gesa Felicitas Krause | Leichtathletik | 646    | Europameisterin 2018 über 3000 m Hindernis                                                                           |
| 5.    | Gina Lückenkemper     | Leichtathletik | 601    | Vizeeuropameisterin 2018 über 100 m                                                                                  |
| 6.    | Natalie Geisenberger  | Rodeln         | 509    | Olympiasiegerin im Rennrodeln 2018                                                                                   |
| 7.    | Simone Blum           | Springreiten   | 443    | Weltmeisterin im Springreiten 2018                                                                                   |
| 8.    | Isabell Werth         | Dressurreiten  | 430    | Dressur-Weltmeisterin 2018                                                                                           |
| 9.    | Malaika Mihambo       | Leichtathletik | 296    | Weitsprung-Europameisterin 2018                                                                                      |
| 10.   | Elisabeth Seitz       | Turnen         | 209    | Weltcup-Gesamtsiegerin im Mehrkampf und Bronze-Medaillengewinnerin am Stufenbarren der Turn-Weltmeisterschaften 2018 |

## Mannschaften
| Platz | Mannschaft                    | Sportart              | Punkte | Erfolge 2018 |
| ----- | ----------------------------- | --------------------- | ------ | --- |
| 1.    | Eishockeynationalmannschaft   | Eishockey             | 2510   | Silbermedaille bei den Olympischen Spielen                                                                                  |
| 2.    | Aljona Savchenko/Bruno Massot | Eiskunstlauf          | 1661   | Olympiasieger und Weltmeister im Paarlauf 2018                                                                              |
| 3.    | Deutschland-Achter            | Rudern                | 1011   | Weltmeister 2018 |
| 4.    | Team Nordische Kombination    | Nordische Kombination | 900    | Olympiasieger 2018 |
| 5.    | Viererbob-Team Männer         | Bobsport              | 428    | Olympiasieger 2018 |
| 6.    | Skisprung-Team                | Skispringen           | 383    | Silbermedaille im Mannschaftsspringen bei den Olympischen Spielen 2018                                                      |
| 7.    | Dressur-Equipe                | Dressur               | 332    | Sieger der Dressur-Mannschaftswertung der Weltreiterspiele 2018                                                             |
| 8.    | Borussia Düsseldorf           | Tischtennis           | 238    | Champions-League-Sieger 2017/18, Deutscher Tischtennismeister 2017/18 und Deutscher Tischtennispokalsieger 2017/18 (Triple) |
| 9.    | Mariama Jamanka/Lisa Buckwitz | Bobsport              | 227    | Olympiasieger 2018 |
| 10.   | Langlauf-Sprintteam Frauen    | Skilanglauf           | 187    | Olympia-Finalteilnahme |

## Weitere Auszeichnungen
- „Newcomer des Jahres“: Vinzenz Geiger (Nordische Kombination)
- Trainer des Jahres: Detlef Uibel (Bahnradsport)
- Sparkassenpreis für Vorbilder im Sport: Kristina Vogel (Bahnradsport)